# 札幌車掌所
札幌車掌所（さっぽろしゃしょうしょ）は、北海道札幌市にある北海道旅客鉄道（JR北海道）の車掌が所属する組織である。事務所は中央区北5条西5丁目の札幌駅前にある。

## 沿革
- 19xx年：札幌車掌区設置。
- 1986年11月1日：小樽車掌区、岩見沢車掌区、滝川車掌区廃止に伴い、札幌車掌区に統合。
- 1990年3月10日：札幌車掌所に改称。

| スタブアイコン | サブスタブ | この項目は、まだ閲覧者の調べものの参照としては役立たない、鉄道に関連した書きかけの項目です。この項目を加筆・訂正などしてくださる協力者を求めています（P:鉄道/PJ:鉄道）。 |